# Кампінійська культура
Кампінійська культура — мезолітична археологічна культура, що існувала близько 6000-4000 рр. до н. е.. Відома по знахідкам на пагорбі Кампіні́ (фр. Campigny) в департаменті Приморської Сени на північному заході Франції. Це одна з пізніших мезолітичних культур Європи. Стоянки із слідами напівземлянок, кам'яного знаряддя, кераміки. Господарство зі слідами рибальства, полювання, збиральництва.

## Характеристика
Поняття кампінійської культури в 1886 р. встановив Ф. Сальмон. Населення вказаної культури займалося полюванням на оленів, диких коней і биків, а також рибальством. Велике значення мало збиральництво злаків (про що свідчать знахідки зернотерток і відбитки зерен ячменю на кераміці), що підготувало розвиток землеробства. З домашніх тварин відома тільки собака. Житла — круглі напівземлянки діаметром 3-6 м. Типові кам'яні знаряддя: транші та піки. Призначення знарядь — обробка дерева (виготовлення човнів, плотів). Сокира-мотика використовувалася і для земляних робіт. У пізніх стоянках з'явилися поліровані сокири. Вперше стала виготовлятися кераміка пласка і гостродонна з глини з домішкою піску і товчених раковин, зрідка з поперечним орнаментом. Знаряддя типу
- «транше́» (сокира-різак, що рубає трикутне знаряддя, зроблене з пластини, з загостреними боковим сколом, широким лезом і з обухом на вузькому кінці) і
- «пікі́» (сокира-мотика — овальне витягнуте двостороннє знаряддя, оброблене великими відколами, з робочими бічними краями)

характерні для даної культури, що відрізняються від культур раннього неоліту Німеччини, кухонних куп Прибалтики (культура «Ерт-белле»), на Волині та ін..

### Територія
Область поширення кампінійської культури простягається уздовж периферії неолітичних культур як Західної, так і Східної Європи. Знахідки кампінійського типу відображають процес акультурації, що відбувався під час просування з південного сходу на північний захід найдавніших землеробських культур з півдня Франції (культура Ла-Огетт) і з Центральної Європи (культура лінійно-стрічкової кераміки) в райони проживання мисливців і збирачів уздовж Атлантики і Балтики.

### Вироби
Мікролітічна кам'яна індустрія з грубим кам'яним інвентарем складається головним чином з кам'яних сокир і рубил. Кампінійським виробам споріднені аналогічні сокири і рубила північноєвропейської культури Маглемозе. На пізньому етапі кампінійської культури з'явилися шліфовані та поліровані рубила, грубо оброблені керамічні посудини й кам'яні жорна.

### Раціон
Знахідки кісток коней, великої рогатої худоби, овець, кіз і свиней ще не свідчать про наявність скотарства в культурі, так як ці тварини могли бути дичиною.

### Не кампінійська індустрія
Численні знахідки на території Швабської Альби, які до 1960-х рр. позначалися як «мезоліт грубих знарядь», у даний час розглядаються або як природні породи, або напівфабрикати часів неоліту.
| Атерійський наконечник | Це незавершена стаття з археології. Ви можете допомогти проєкту, виправивши або дописавши її. |